# (43,21,10)-Blockplan
Der (43,21,10)-Blockplan ist ein spezieller symmetrischer Blockplan. Um ihn konstruieren zu können, musste dieses kombinatorische Problem gelöst werden: eine leere 43 × 43 - Matrix wurde so mit Einsen gefüllt, dass jede Zeile der Matrix genau 21 Einsen enthält und je zwei beliebige Zeilen genau 10 Einsen in der gleichen Spalte besitzen (nicht mehr und nicht weniger). Das klingt relativ einfach, ist aber nicht trivial zu lösen. Es gibt nur gewisse Kombinationen von Parametern (wie hier v = 43, k = 21, λ = 10), für die eine solche Konstruktion überhaupt machbar ist. In dieser Übersicht sind die kleinsten solcher (v,k,λ) aufgeführt.

## Bezeichnung
Dieser symmetrische 2-(43,21,10)-Blockplan wird Hadamard-Blockplan der Ordnung 11 genannt.

## Eigenschaften
Dieser symmetrische Blockplan hat die Parameter v = 43, k = 21, λ = 10 und damit folgende Eigenschaften:
- Er besteht aus 43 Blöcken und 43 Punkten.
- Jeder Block enthält genau 21 Punkte.
- Je 2 Blöcke schneiden sich in genau 10 Punkten.
- Jeder Punkt liegt auf genau 21 Blöcken.
- Je 2 Punkte sind durch genau 10 Blöcke verbunden.

## Existenz und Charakterisierung
Es existieren mindestens 82 nichtisomorphe 2-(43,21,10) - Blockpläne. Drei dieser Lösungen sind: 
- Lösung 1 mit der Signatur 43·504. Sie enthält 903 Ovale der Ordnung 2.
- Lösung 2 (dual zur Lösung 3) mit der Signatur 12·1, 4·2, 3·4, 4·6, 2·7, 2·9, 4·10, 4·11, 2·12, 4·13, 2·14. Sie enthält 1 Oval der Ordnung 3.
- Lösung 3 (dual zur Lösung 2) mit der Signatur 12·1, 4·2, 1·4, 2·5, 6·6, 2·7, 4·10, 8·11, 2·13, 2·14. Sie enthält 1 Oval der Ordnung 3.

## Liste der Blöcke
Hier sind alle Blöcke dieses Blockplans aufgelistet; zum Verständnis dieser Liste siehe diese Veranschaulichung
- Lösung 1

```
  2   5   7  10  11  12  14  15  16  17  18  22  24  25  26  32  36  37  39  41  42
  3   6   8  11  12  13  15  16  17  18  19  23  25  26  27  33  37  38  40  42  43
  1   4   7   9  12  13  14  16  17  18  19  20  24  26  27  28  34  38  39  41  43
  1   2   5   8  10  13  14  15  17  18  19  20  21  25  27  28  29  35  39  40  42
  2   3   6   9  11  14  15  16  18  19  20  21  22  26  28  29  30  36  40  41  43
  1   3   4   7  10  12  15  16  17  19  20  21  22  23  27  29  30  31  37  41  42
  2   4   5   8  11  13  16  17  18  20  21  22  23  24  28  30  31  32  38  42  43
  1   3   5   6   9  12  14  17  18  19  21  22  23  24  25  29  31  32  33  39  43
  1   2   4   6   7  10  13  15  18  19  20  22  23  24  25  26  30  32  33  34  40
  2   3   5   7   8  11  14  16  19  20  21  23  24  25  26  27  31  33  34  35  41
  3   4   6   8   9  12  15  17  20  21  22  24  25  26  27  28  32  34  35  36  42
  4   5   7   9  10  13  16  18  21  22  23  25  26  27  28  29  33  35  36  37  43
  1   5   6   8  10  11  14  17  19  22  23  24  26  27  28  29  30  34  36  37  38
  2   6   7   9  11  12  15  18  20  23  24  25  27  28  29  30  31  35  37  38  39
  3   7   8  10  12  13  16  19  21  24  25  26  28  29  30  31  32  36  38  39  40
  4   8   9  11  13  14  17  20  22  25  26  27  29  30  31  32  33  37  39  40  41
  5   9  10  12  14  15  18  21  23  26  27  28  30  31  32  33  34  38  40  41  42
  6  10  11  13  15  16  19  22  24  27  28  29  31  32  33  34  35  39  41  42  43
  1   7  11  12  14  16  17  20  23  25  28  29  30  32  33  34  35  36  40  42  43
  1   2   8  12  13  15  17  18  21  24  26  29  30  31  33  34  35  36  37  41  43
  1   2   3   9  13  14  16  18  19  22  25  27  30  31  32  34  35  36  37  38  42
  2   3   4  10  14  15  17  19  20  23  26  28  31  32  33  35  36  37  38  39  43
  1   3   4   5  11  15  16  18  20  21  24  27  29  32  33  34  36  37  38  39  40
  2   4   5   6  12  16  17  19  21  22  25  28  30  33  34  35  37  38  39  40  41
  3   5   6   7  13  17  18  20  22  23  26  29  31  34  35  36  38  39  40  41  42
  4   6   7   8  14  18  19  21  23  24  27  30  32  35  36  37  39  40  41  42  43
  1   5   7   8   9  15  19  20  22  24  25  28  31  33  36  37  38  40  41  42  43
  1   2   6   8   9  10  16  20  21  23  25  26  29  32  34  37  38  39  41  42  43
  1   2   3   7   9  10  11  17  21  22  24  26  27  30  33  35  38  39  40  42  43
  1   2   3   4   8  10  11  12  18  22  23  25  27  28  31  34  36  39  40  41  43
  1   2   3   4   5   9  11  12  13  19  23  24  26  28  29  32  35  37  40  41  42
  2   3   4   5   6  10  12  13  14  20  24  25  27  29  30  33  36  38  41  42  43
  1   3   4   5   6   7  11  13  14  15  21  25  26  28  30  31  34  37  39  42  43
  1   2   4   5   6   7   8  12  14  15  16  22  26  27  29  31  32  35  38  40  43
  1   2   3   5   6   7   8   9  13  15  16  17  23  27  28  30  32  33  36  39  41
  2   3   4   6   7   8   9  10  14  16  17  18  24  28  29  31  33  34  37  40  42
  3   4   5   7   8   9  10  11  15  17  18  19  25  29  30  32  34  35  38  41  43
  1   4   5   6   8   9  10  11  12  16  18  19  20  26  30  31  33  35  36  39  42
  2   5   6   7   9  10  11  12  13  17  19  20  21  27  31  32  34  36  37  40  43
  1   3   6   7   8  10  11  12  13  14  18  20  21  22  28  32  33  35  37  38  41
  2   4   7   8   9  11  12  13  14  15  19  21  22  23  29  33  34  36  38  39  42
  3   5   8   9  10  12  13  14  15  16  20  22  23  24  30  34  35  37  39  40  43
  1   4   6   9  10  11  13  14  15  16  17  21  23  24  25  31  35  36  38  40  41
```

- Lösung 2

```
  1   2   4   8  10  13  14  16  18  20  21  24  25  26  27  29  30  31  32  35  43
  1   2   6   7  12  14  21  23  25  26  27  30  31  32  34  37  38  39  40  41  42
  3   4   7  10  11  14  15  16  18  20  21  22  25  28  29  30  38  39  40  41  42
  1   3   4   6   7   8   9  16  21  22  26  28  29  30  31  33  34  36  37  38  43
  5   7   9  11  13  14  16  17  18  20  21  23  24  25  26  33  34  37  38  39  43
  2   4   6  11  12  13  15  16  17  19  20  29  30  31  32  33  34  38  39  40  43
  2   3   4   5   7   8  10  12  17  22  24  25  26  27  29  33  34  39  40  41  43
  1   4   7   8  11  12  13  15  17  18  19  22  25  26  27  30  35  36  37  38  39
  4   5   9  10  12  19  21  23  24  25  28  29  30  32  35  36  37  38  39  40  43
  1   3   7   9  10  12  13  15  17  19  20  23  24  25  26  28  29  30  31  34  42
  3   5   6   8  12  13  15  18  20  21  22  23  24  26  29  31  32  36  38  39  41
  2   6   7   8   9  10  11  18  19  20  22  23  26  29  31  35  37  39  40  42  43
  1   5   6   8  10  11  15  17  20  21  22  24  27  28  30  32  34  37  39  42  43
  1   2   3   5  15  16  17  18  19  21  25  29  31  34  35  36  37  39  41  42  43
  3   6   8  10  11  13  14  17  19  21  24  25  27  29  31  33  36  37  38  40  42
  1   3   4   5   6  14  17  18  19  20  22  23  25  26  30  32  33  36  40  42  43
  5   6   7   8  10  13  14  15  16  19  22  23  25  29  30  32  33  34  35  37  41
  1   3   5   8  11  12  14  16  19  20  24  26  28  30  31  33  35  37  39  40  41
  6   8   9  10  12  14  15  16  17  18  24  26  30  34  35  36  38  40  41  42  43
  1   3   5   6  10  11  12  13  16  18  22  23  25  27  28  31  34  35  38  40  43
  1   2   3   4   5   9  11  13  14  15  22  24  26  29  32  34  35  37  38  40  42
  3   4   7   8  14  15  18  19  23  24  27  28  31  32  33  34  35  38  39  42  43
  2   5   9  10  13  14  15  18  19  21  22  26  27  28  30  31  33  34  36  39  40
  1   5   7   9  10  12  14  16  17  20  22  27  29  31  32  33  35  36  38  39  42
  1   2   3   5   7   8   9  10  11  12  13  18  19  21  30  32  33  38  41  42  43
  1   2   4   5   7   8  10  13  14  15  17  20  23  28  31  36  37  38  40  41  43
  1   2   7   8  11  12  14  16  17  18  19  21  22  23  24  28  29  32  34  36  40
  3   4   9  10  11  12  14  15  16  17  19  21  22  23  26  27  31  32  37  41  43
  1   3   4   6   7   9  10  13  16  18  19  20  24  27  32  34  36  37  39  40  41
  1   2   3   4   6   8   9  10  11  12  14  15  20  21  23  25  33  34  35  36  39
  1   2   4   6  10  13  16  17  19  21  22  23  24  26  28  33  35  38  39  41  42
  1   2   6   9  12  14  15  18  19  20  22  24  25  27  28  29  33  37  38  41  43
  4   5   6   7  11  12  13  14  19  20  21  26  27  28  29  34  35  36  41  42  43
  2   4   5   6   7  10  11  12  15  16  18  24  25  26  28  31  32  33  36  37  42
  1   8   9  11  13  15  16  23  25  26  27  28  29  32  33  36  39  40  41  42  43
  4   8   9  12  13  17  18  20  21  22  25  28  31  32  33  34  35  37  40  41  42
  2   4   5   8   9  11  16  19  20  22  23  24  25  27  30  31  34  36  38  41  42
  2   3   4   5   6   8   9  12  13  14  16  17  18  23  27  28  29  30  37  39  42
  2   3   5   6   7   8   9  15  16  17  19  20  21  25  26  27  28  32  35  38  40
  2   3   6   7   9  11  13  14  17  22  24  25  28  30  31  32  35  36  39  41  43
  2   3   7  12  13  15  16  20  21  22  23  24  27  30  33  35  36  37  40  42  43
  2   3  10  11  17  18  20  23  26  27  28  29  30  32  33  34  35  36  37  38  41
  1   4   5   6   7   9  11  15  17  18  21  23  24  27  29  30  31  33  35  40  41
```

- Lösung 3

```
  1   2   4   8  10  13  14  16  18  20  21  24  25  26  27  29  30  31  32  35  43
  1   2   6   7  12  14  21  23  25  26  27  30  31  32  34  37  38  39  40  41  42
  3   4   7  10  11  14  15  16  18  20  21  22  25  28  29  30  38  39  40  41  42
  1   3   4   6   7   8   9  16  21  22  26  28  29  30  31  33  34  36  37  38  43
  5   7   9  11  13  14  16  17  18  20  21  23  24  25  26  33  34  37  38  39  43
  2   4   6  11  12  13  15  16  17  19  20  29  30  31  32  33  34  38  39  40  43
  2   3   4   5   7   8  10  12  17  22  24  25  26  27  29  33  34  39  40  41  43
  1   4   7   8  11  12  13  15  17  18  19  22  25  26  27  30  35  36  37  38  39
  4   5   9  10  12  19  21  23  24  25  28  29  30  32  35  36  37  38  39  40  43
  1   3   7   9  10  12  13  15  17  19  20  23  24  25  26  28  29  30  31  34  42
  3   5   6   8  12  13  15  18  20  21  25  27  28  30  33  34  35  37  40  42  43
  2   6   7   8   9  10  11  18  19  20  24  25  27  28  30  32  33  34  36  38  41
  1   5   6   8  10  11  15  17  20  21  23  25  26  29  31  33  35  36  38  40  41
  1   2   3   5  15  16  17  18  19  21  22  23  24  26  27  28  30  32  33  38  40
  3   6   8  10  11  13  14  17  19  21  22  23  26  28  30  32  34  35  39  41  43
  1   3   4   5   6  14  17  18  19  20  24  27  28  29  31  34  35  37  38  39  41
  5   6   7   8  10  13  14  15  16  19  24  26  27  28  31  36  38  39  40  42  43
  1   3   5   8  11  12  14  16  19  20  22  23  25  27  29  32  34  36  38  42  43
  6   8   9  10  12  14  15  16  17  18  22  23  25  27  28  29  31  32  33  37  39
  1   3   5   6  10  11  12  13  16  18  24  26  29  30  32  33  36  37  39  41  42
  1   2   3   4   5   9  11  13  14  15  23  25  27  28  30  31  33  36  39  41  43
  3   4   7   8  11  12  13  16  17  20  21  23  24  27  28  31  32  36  37  40  41
  2   5   9  10  11  12  16  17  20  22  26  27  28  30  31  35  37  38  41  42  43
  1   5   7   9  10  11  13  15  18  19  21  22  27  29  31  32  34  37  40  41  43
  1   2   3   5   7   8   9  10  14  15  16  17  20  30  32  34  35  36  37  39  40
  1   2   4   5   7   8  10  11  12  16  18  19  21  23  28  31  33  34  35  39  42
  1   2   7   8  13  15  20  22  23  24  28  29  32  33  35  37  38  39  41  42  43
  3   4   9  10  13  18  20  22  23  26  27  31  32  33  34  35  36  38  39  40  42
  1   3   4   6   7   9  10  11  12  14  15  17  21  24  27  32  33  35  38  42  43
  1   2   3   4   6   8   9  10  13  16  17  18  19  23  25  37  38  40  41  42  43
  1   2   4   6  10  11  12  14  15  18  20  22  23  24  26  28  34  36  37  40  43
  1   2   6   9  11  13  16  17  21  22  24  25  27  28  29  34  35  36  39  40  42
  4   5   6   7  15  16  17  18  22  23  24  25  30  31  32  34  35  36  41  42  43
  2   4   5   6   7  10  13  14  17  19  20  21  22  23  27  29  30  33  36  37  42
  1   8   9  12  14  17  18  19  20  21  22  24  30  31  33  36  39  40  41  42  43
  4   8   9  11  14  15  16  19  23  24  26  27  29  30  33  34  35  37  40  41  42
  2   4   5   8   9  12  13  14  15  17  18  21  26  28  29  32  34  36  38  41  42
  2   3   4   5   6   8   9  11  15  19  20  21  22  24  25  26  31  32  37  39  42
  2   3   5   6   7   8   9  11  12  13  14  18  22  23  24  29  30  31  35  38  40
  2   3   6   7   9  12  15  16  18  19  20  21  23  26  27  29  35  36  39  41  43
  2   3   7  11  14  17  18  19  25  26  28  29  31  32  33  35  36  37  40  42  43
  2   3  10  12  13  14  15  16  19  21  22  24  25  31  33  34  35  36  37  38  41
  1   4   5   6   7   9  12  13  14  16  19  20  22  25  26  28  32  33  35  40  41
```

## Inzidenzmatrix
Dies ist eine Darstellung der Inzidenzmatrix dieses Blockplans; zum Verständnis dieser Matrix siehe diese Veranschaulichung
- Lösung 1

```
. O . . O . O . . O O O . O O O O O . . . O . O O O . . . . . O . . . O O . O . O O .
. . O . . O . O . . O O O . O O O O O . . . O . O O O . . . . . O . . . O O . O . O O
O . . O . . O . O . . O O O . O O O O O . . . O . O O O . . . . . O . . . O O . O . O
O O . . O . . O . O . . O O O . O O O O O . . . O . O O O . . . . . O . . . O O . O .
. O O . . O . . O . O . . O O O . O O O O O . . . O . O O O . . . . . O . . . O O . O
O . O O . . O . . O . O . . O O O . O O O O O . . . O . O O O . . . . . O . . . O O .
. O . O O . . O . . O . O . . O O O . O O O O O . . . O . O O O . . . . . O . . . O O
O . O . O O . . O . . O . O . . O O O . O O O O O . . . O . O O O . . . . . O . . . O
O O . O . O O . . O . . O . O . . O O O . O O O O O . . . O . O O O . . . . . O . . .
. O O . O . O O . . O . . O . O . . O O O . O O O O O . . . O . O O O . . . . . O . .
. . O O . O . O O . . O . . O . O . . O O O . O O O O O . . . O . O O O . . . . . O .
. . . O O . O . O O . . O . . O . O . . O O O . O O O O O . . . O . O O O . . . . . O
O . . . O O . O . O O . . O . . O . O . . O O O . O O O O O . . . O . O O O . . . . .
. O . . . O O . O . O O . . O . . O . O . . O O O . O O O O O . . . O . O O O . . . .
. . O . . . O O . O . O O . . O . . O . O . . O O O . O O O O O . . . O . O O O . . .
. . . O . . . O O . O . O O . . O . . O . O . . O O O . O O O O O . . . O . O O O . .
. . . . O . . . O O . O . O O . . O . . O . O . . O O O . O O O O O . . . O . O O O .
. . . . . O . . . O O . O . O O . . O . . O . O . . O O O . O O O O O . . . O . O O O
O . . . . . O . . . O O . O . O O . . O . . O . O . . O O O . O O O O O . . . O . O O
O O . . . . . O . . . O O . O . O O . . O . . O . O . . O O O . O O O O O . . . O . O
O O O . . . . . O . . . O O . O . O O . . O . . O . O . . O O O . O O O O O . . . O .
. O O O . . . . . O . . . O O . O . O O . . O . . O . O . . O O O . O O O O O . . . O
O . O O O . . . . . O . . . O O . O . O O . . O . . O . O . . O O O . O O O O O . . .
. O . O O O . . . . . O . . . O O . O . O O . . O . . O . O . . O O O . O O O O O . .
. . O . O O O . . . . . O . . . O O . O . O O . . O . . O . O . . O O O . O O O O O .
. . . O . O O O . . . . . O . . . O O . O . O O . . O . . O . O . . O O O . O O O O O
O . . . O . O O O . . . . . O . . . O O . O . O O . . O . . O . O . . O O O . O O O O
O O . . . O . O O O . . . . . O . . . O O . O . O O . . O . . O . O . . O O O . O O O
O O O . . . O . O O O . . . . . O . . . O O . O . O O . . O . . O . O . . O O O . O O
O O O O . . . O . O O O . . . . . O . . . O O . O . O O . . O . . O . O . . O O O . O
O O O O O . . . O . O O O . . . . . O . . . O O . O . O O . . O . . O . O . . O O O .
. O O O O O . . . O . O O O . . . . . O . . . O O . O . O O . . O . . O . O . . O O O
O . O O O O O . . . O . O O O . . . . . O . . . O O . O . O O . . O . . O . O . . O O
O O . O O O O O . . . O . O O O . . . . . O . . . O O . O . O O . . O . . O . O . . O
O O O . O O O O O . . . O . O O O . . . . . O . . . O O . O . O O . . O . . O . O . .
. O O O . O O O O O . . . O . O O O . . . . . O . . . O O . O . O O . . O . . O . O .
. . O O O . O O O O O . . . O . O O O . . . . . O . . . O O . O . O O . . O . . O . O
O . . O O O . O O O O O . . . O . O O O . . . . . O . . . O O . O . O O . . O . . O .
. O . . O O O . O O O O O . . . O . O O O . . . . . O . . . O O . O . O O . . O . . O
O . O . . O O O . O O O O O . . . O . O O O . . . . . O . . . O O . O . O O . . O . .
. O . O . . O O O . O O O O O . . . O . O O O . . . . . O . . . O O . O . O O . . O .
. . O . O . . O O O . O O O O O . . . O . O O O . . . . . O . . . O O . O . O O . . O
O . . O . O . . O O O . O O O O O . . . O . O O O . . . . . O . . . O O . O . O O . .
```

- Lösung 2

```
O O . O . . . O . O . . O O . O . O . O O . . O O O O . O O O O . . O . . . . . . . O
O O . . . O O . . . . O . O . . . . . . O . O . O O O . . O O O . O . . O O O O O O .
. . O O . . O . . O O . . O O O . O . O O O . . O . . O O O . . . . . . . O O O O O .
O . O O . O O O O . . . . . . O . . . . O O . . . O . O O O O . O O . O O O . . . . O
. . . . O . O . O . O . O O . O O O . O O . O O O O . . . . . . O O . . O O O . . . O
. O . O . O . . . . O O O . O O O . O O . . . . . . . . O O O O O O . . . O O O . . O
. O O O O . O O . O . O . . . . O . . . . O . O O O O . O . . . O O . . . . O O O . O
O . . O . . O O . . O O O . O . O O O . . O . . O O O . . O . . . . O O O O O . . . .
. . . O O . . . O O . O . . . . . . O . O . O O O . . O O O . O . . O O O O O O . . O
O . O . . . O . O O . O O . O . O . O O . . O O O O . O O O O . . O . . . . . . . O .
. . O . O O . O . . . O O . O . . O . O O O O O . O . . O . O O . . . O . O O . O . .
. O . . . O O O O O O . . . . . . O O O . O O . . O . . O . O . . . O . O . O O . O O
O . . . O O . O . O O . . . O . O . . O O O . O . . O O . O . O . O . . O . O . . O O
O O O . O . . . . . . . . . O O O O O . O . . . O . . . O . O . . O O O O . O . O O O
. . O . . O . O . O O . O O . . O . O . O . . O O . O . O . O . O . . O O O . O . O .
O . O O O O . . . . . . . O . . O O O O . O O . O O . . . O . O O . . O . . . O . O O
. . . . O O O O . O . . O O O O . . O . . O O . O . . . O O . O O O O . O . . . O . .
O . O . O . . O . . O O . O . O . . O O . . . O . O . O . O O . O . O . O . O O O . .
. . . . . O . O O O . O . O O O O O . . . . . O . O . . . O . . . O O O . O . O O O O
O . O . O O . . . O O O O . . O . O . . . O O . O . O O . . O . . O O . . O . O . . O
O O O O O . . . O . O . O O O . . . . . . O . O . O . . O . . O . O O . O O . O . O .
. . O O . . O O . . . . . O O . . O O . . . O O . . O O . . O O O O O . . O O . . O O
. O . . O . . . O O . . O O O . . O O . O O . . . O O O . O O . O O . O . . O O . . .
O . . . O . O . O O . O . O . O O . . O . O . . . . O . O . O O O . O O . O O . . O .
O O O . O . O O O O O O O . . . . O O . O . . . . . . . . O . O O . . . . O . . O O O
O O . O O . O O . O . . O O O . O . . O . . O . . . . O . . O . . . . O O O . O O . O
O O . . . . O O . . O O . O . O O O O . O O O O . . . O O . . O . O . O . . . O . . .
. . O O . . . . O O O O . O O O O . O . O O O . . O O . . . O O . . . . O . . . O . O
O . O O . O O . O O . . O . . O . O O O . . . O . . O . . . . O . O . O O . O O O . .
O O O O . O . O O O O O . O O . . . . O O . O . O . . . . . . . O O O O . . O . . . .
O O . O . O . . . O . . O . . O O . O . O O O O . O . O . . . . O . O . . O O . O O .
O O . . . O . . O . . O . O O . . O O O . O . O O . O O O . . . O . . . O O . . O . O
. . . O O O O . . . O O O O . . . . O O O . . . . O O O O . . . . O O O . . . . O O O
. O . O O O O . . O O O . . O O . O . . . . . O O O . O . . O O O . . O O . . . . O .
O . . . . . . O O . O . O . O O . . . . . . O . O O O O O . . O O . . O . . O O O O O
. . . O . . . O O . . O O . . . O O . O O O . . O . . O . . O O O O O . O . . O O O .
. O . O O . . O O . O . . . . O . . O O . O O O O . O . . O O . . O . O . O . . O O .
. O O O O O . O O . . O O O . O O O . . . . O . . . O O O O . . . . . . O . O . . O .
. O O . O O O O O . . . . . O O O . O O O . . . O O O O . . . O . . O . . O . O . . .
. O O . . O O . O . O . O O . . O . . . . O . O O . . O . O O O . . O O . . O . O . O
. O O . . . O . . . . O O . O O . . . O O O O O . . O . . O . . O . O O O . . O . O O
. O O . . . . . . O O . . . . . O O . O . . O . . O O O O O . O O O O O O O . . O . .
O . . O O O O . O . O . . . O . O O . . O . O O . . O . O O O . O . O . . . . O O . .
```

- Lösung 3

```
O O . O . . . O . O . . O O . O . O . O O . . O O O O . O O O O . . O . . . . . . . O
O O . . . O O . . . . O . O . . . . . . O . O . O O O . . O O O . O . . O O O O O O .
. . O O . . O . . O O . . O O O . O . O O O . . O . . O O O . . . . . . . O O O O O .
O . O O . O O O O . . . . . . O . . . . O O . . . O . O O O O . O O . O O O . . . . O
. . . . O . O . O . O . O O . O O O . O O . O O O O . . . . . . O O . . O O O . . . O
. O . O . O . . . . O O O . O O O . O O . . . . . . . . O O O O O O . . . O O O . . O
. O O O O . O O . O . O . . . . O . . . . O . O O O O . O . . . O O . . . . O O O . O
O . . O . . O O . . O O O . O . O O O . . O . . O O O . . O . . . . O O O O O . . . .
. . . O O . . . O O . O . . . . . . O . O . O O O . . O O O . O . . O O O O O O . . O
O . O . . . O . O O . O O . O . O . O O . . O O O O . O O O O . . O . . . . . . . O .
. . O . O O . O . . . O O . O . . O . O O . . . O . O O . O . . O O O . O . . O . O O
. O . . . O O O O O O . . . . . . O O O . . . O O . O O . O . O O O . O . O . . O . .
O . . . O O . O . O O . . . O . O . . O O . O . O O . . O . O . O . O O . O . O O . .
O O O . O . . . . . . . . . O O O O O . O O O O . O O O . O . O O . . . . O . O . . .
. . O . . O . O . O O . O O . . O . O . O O O . . O . O . O . O . O O . . . O . O . O
O . O O O O . . . . . . . O . . O O O O . . . O . . O O O . O . . O O . O O O . O . .
. . . . O O O O . O . . O O O O . . O . . . . O . O O O . . O . . . . O . O O O . O O
O . O . O . . O . . O O . O . O . . O O . O O . O . O . O . . O . O . O . O . . . O O
. . . . . O . O O O . O . O O O O O . . . O O . O . O O O . O O O . . . O . O . . . .
O . O . O O . . . O O O O . . O . O . . . . . O . O . . O O . O O . . O O . O . O O .
O O O O O . . . O . O . O O O . . . . . . . O . O . O O . O O . O . . O . . O . O . O
. . O O . . O O . . O O O . . O O . . O O . O O . . O O . . O O . . . O O . . O O . .
. O . . O . . . O O O O . . . O O . . O . O . . . O O O . O O . . . O . O O . . O O O
O . . . O . O . O O O . O . O . . O O . O O . . . . O . O . O O . O . . O . . O O . O
O O O . O . O O O O . . . O O O O . . O . . . . . . . . . O . O . O O O O . O O . . .
O O . O O . O O . O O O . . . O . O O . O . O . . . . O . . O . O O O . . . O . . O .
O O . . . . O O . . . . O . O . . . . O . O O O . . . O O . . O O . O . O O O . O O O
. . O O . . . . O O . . O . . . . O . O . O O . . O O . . . O O O O O O . O O O . O .
O . O O . O O . O O O O . O O . O . . . O . . O . . O . . . . O O . O . . O . . . O O
O O O O . O . O O O . . O . . O O O O . . . O . O . . . . . . . . . . . O O . O O O O
O O . O . O . . . O O O . O O . . O . O . O O O . O . O . . . . . O . O O . . O . . O
O O . . . O . . O . O . O . . O O . . . O O . O O . O O O . . . . O O O . . O O . O .
. . . O O O O . . . . . . . O O O O . . . O O O O . . . . O O O . O O O . . . . O O O
. O . O O O O . . O . . O O . . O . O O O O O . . . O . O O . . O . . O O . . . . O .
O . . . . . . O O . . O . O . . O O O O O O . O . . . . . O O . O . . O . . O O O O O
. . . O . . . O O . O . . O O O . . O . . . O O . O O . O O . . O O O . O . . O O O .
. O . O O . . O O . . O O O O . O O . . O . . . . O . O O . . O . O . O . O . . O O .
. O O O O O . O O . O . . . O . . . O O O O . O O O . . . . O O . . . . O . O . . O .
. O O . O O O O O . O O O O . . . O . . . O O O . . . . O O O . . . O . . O . O . . .
. O O . . O O . O . . O . . O O . O O O O . O . . O O . O . . . . . O O . . O . O . O
. O O . . . O . . . O . . O . . O O O . . . . . O O . O O . O O O . O O O . . O . O O
. O O . . . . . . O . O O O O O . . O . O O . O O . . . . . O . O O O O O O . . O . .
O . . O O O O . O . . O O O . O . . O O . O . . O O . O . . . O O . O . . . . O O . .
```

## Zyklische Darstellung
Es existiert eine zyklische Darstellung (Singer-Zyklus) für Lösung 1 dieses Blockplans, sie ist isomorph zur obigen Liste der Blöcke. Ausgehend von dem dargestellten Block erhält man die restlichen Blöcke des Blockplans durch zyklische Permutation der in ihm enthaltenen Punkte.
- Lösung 1

```
  2   5   7  10  11  12  14  15  16  17  18  22  24  25  26  32  36  37  39  41  42
```

## Oval
Ein Oval des Blockplans ist eine Menge seiner Punkte, von welcher keine drei auf einem Block liegen. Hier sind Beispiele von Ovalen maximaler Ordnung dieses Blockplans:
- Lösung 1

```
  1   2
```

- Lösung 2 (sämtliche Ovale)

```
 11  22  33
```

- Lösung 3 (sämtliche Ovale)

```
 11  22  33
```